# Syzygium lanceolarium
Syzygium lanceolarium är en myrtenväxtart som först beskrevs av William Roxburgh, och fick sitt nu gällande namn av Nambiyath Puthansurayil Balakrishnan. Syzygium lanceolarium ingår i släktet Syzygium och familjen myrtenväxter.
Artens utbredningsområde är Bangladesh. Inga underarter finns listade i Catalogue of Life.